# Irene Müller (Eiskunstläuferin)

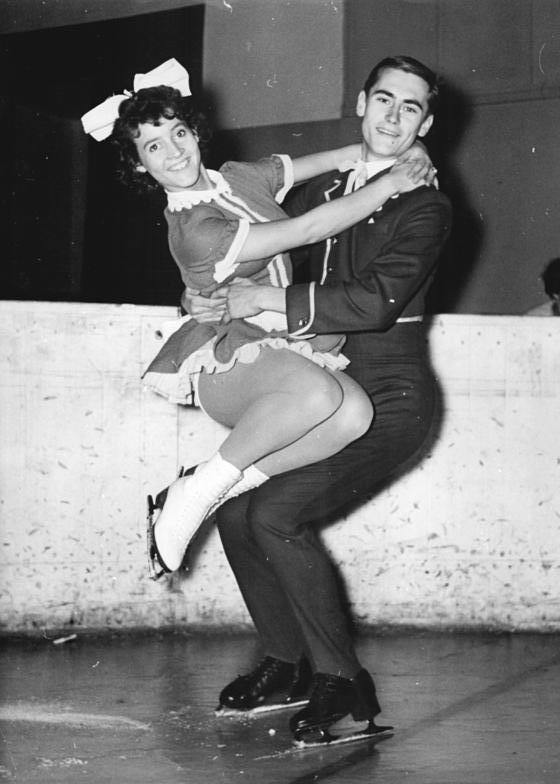
Müller und Dallmer Weihnachten 1960 in der Werner-Seelenbinder-Halle (Ost-Berlin)

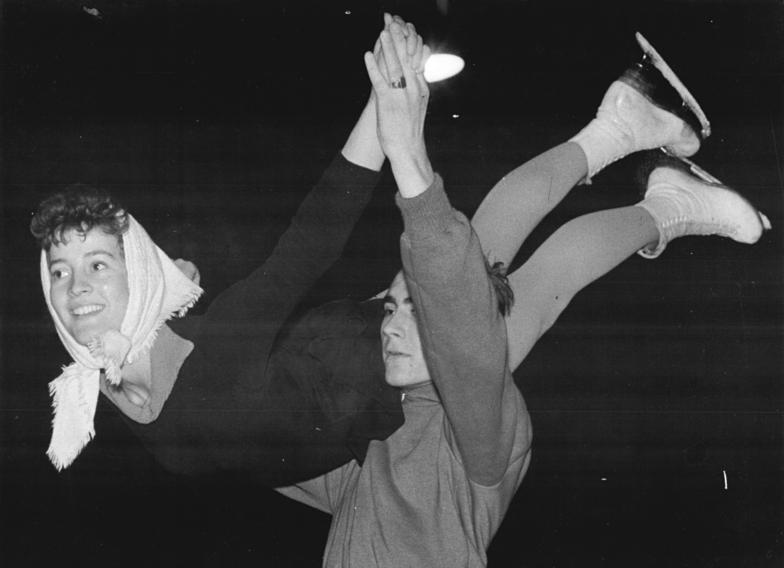
Mit Hans-Georg Dallmer beim Training für ein weihnachtliches Schaulaufen in Berlin im Dezember 1960

Irene Müller (* 13. August 1942 in Berlin)  ist eine ehemalige deutsche Eiskunstläuferin.
Irene Müller startete zusammen mit Hans-Georg Dallmer im Paarlauf. Das Paar startete für die DDR für den SC Dynamo Berlin.
Sie nahmen auch an den Olympischen Winterspielen 1968 teil und wurden Neunte. Das Paar wurde zweimal DDR-Meister und fünfmal DDR-Vizemeister.

## Erfolge/Ergebnisse als Eiskunstlaufpaar
| Wettbewerb/Wintersaison | 1960 | 1961 | 1962 | 1963 | 1964 | 1965 | 1966 | 1967 | 1968 |
| ----------------------- | ---- | ---- | ---- | ---- | ---- | ---- | ---- | ---- | ---- |
| Olympische Winterspiele | –    | –    | –    | –    | –    | –    | –    | –    | 9.   |
| Weltmeisterschaften     | –    | –    | 9.   | –    | –    | 8.   | 7.   | –    | 8.   |
| Europameisterschaften   | –    | 9.   | 5.   | 10.  | –    | 5.   | 5.   | 12.  | 7.   |
| DDR-Meisterschaften     | 2.   | 2.   | 2.   | 2.   | 2.   | 1.   | –    | –    | 1.   |